# キャンジャニ∞
- 関ジャニ∞ > キャンジャニ∞
- SUPER EIGHT > CANDY EIGHT

キャンジャニ∞（キャンジャニエイト）およびCANDY EIGHT（キャンディーエイト）は、女装したSUPER EIGHTによるガールズユニット。SUPER EIGHTの「妹分」として活動しており、2015年8月5日に関ジャニ∞のシングル『前向きスクリーム!』のカップリング「CANDY MY LOVE」でCDデビューを果たした。
活動開始から2024年までは「キャンジャニ∞」名義で活動し、関ジャニ∞が「SUPER EIGHT」にグループ名を変更したこと伴い、同年4月1日からは「CANDY EIGHT」名義で活動している。

## 概要
キャッチコピーは「会えそうで逢えないアイドル」。
2015年5月1日にKing Japan『キャンディークラッシュ ソーダ』のCMキャラクターとして結成され、同年8月5日に関ジャニ∞（後のSUPER EIGHT）の33rdシングル『前向きスクリーム!』のカップリングとして「CANDY MY LOVE」で、関ジャニ∞の自主レーベル『INFINITY RECORDS』からCDデビュー。
同年のライブイベントツアー『関ジャニ∞リサイタル お前のハートをつかんだる!!』でVTR出演したほか、同ツアーの千秋楽公演にサプライズ出演し、初ステージを飾った。その後、同年のライブツアー『関ジャニ∞の元気が出るLIVE!!』にも出演し、以降、関ジャニ∞のライブに度々出演しており、2022年にはテレビ東京系『プレミアMelodiX!』に出演し、音楽番組初出演を果たした。
2023年には漫画雑誌『りぼん』でキャンジャニ∞が漫画化された。
2024年に関ジャニ∞がグループ名を「SUPER EIGHT」に変更したことに伴い、同年4月1日に「キャンジャニ∞」から「CANDY EIGHT」（キャンディーエイト）にグループ名を変更した。

## メンバー
※表記はSUPER EIGHTの年齢順。

### 現メンバー
横子（横山裕）
キャッチフレーズは「色白はあなたの色に染まりたいから」。
主にメンバーのフォロー役を担っている。
アイドルになったきっかけは、「親が履歴書を送った」という設定。

村子（村上信五）
チャームポイントは八重歯。
普通の家庭で育ち、普通の金銭感覚を持っている。
アイドルになったきっかけは、「ホリプロタレントスカウトキャラバンで榊原郁恵の目に止まった」という設定。

丸子（丸山隆平）
京都府出身。性格は人見知り。
アイドルになったきっかけは、「学生時代にいじめられていた所、"そんな自分を変えたい"、"私をいじめた人たちを見返したい"、"自分の殻を破りたい"という気持ちから、オーディションを受けた」という設定。

安子（安田章大）
17人家族で15人兄妹の末っ子。
両親は共に元ヤンキーで、筋金入りのヤンキー好き。
アイドルになったきっかけは、「雑誌『チャンプロード』に一度掲載された所、プロデューサーの目に留まり、スカウトされた」という設定。

倉子（大倉忠義）
チャームポイントは「モテる事」で、売りは「美貌」のキャンジャニ∞のビジュアル担当。
ツインテールが特徴。
グループで一番身長が高く、長い手脚を生かしたダンスが得意。
アイドルになったきっかけは、「榊原郁恵に憧れ、ミュージカル『ピーター・パン』で10代目ピーター・パンに選ばれた」という設定。

### 元メンバー
※公式で「脱退」とは明言されていないが、渋谷・錦戸の関ジャニ∞脱退後は両人共にキャンジャニ∞としての活動を行っておらず、残る5人でのアーティスト写真やオリジナル楽曲が発表されたため、「元メンバー」と表記する。
すば子（渋谷すばる）
渋谷が2018年12月に関ジャニ∞を脱退。

錦子（錦戸亮）
錦戸が2019年9月に関ジャニ∞を脱退。

## 年譜

### 2015年
- 5月1日、King Japan『キャンディークラッシュ ソーダ』のCMキャラクターとして結成[2]。
- 6月22日、『キャンジャニ∞』としてオリジナル曲「CANDY MY LOVE」で、関ジャニ∞（後のSUPER EIGHT）の自主レーベル『INFINITY RECORDS』からCDデビューすることを発表[3][8][10][13]。同年7月25日から放送された同ゲームの新CM「CANDY MY LOVE」篇では、同曲のミュージック・ビデオが使用された[28][29]。
- 7月18日 - 9月13日、関ジャニ∞のライブイベントツアー『関ジャニ∞リサイタル お前のハートをつかんだる!!』にVTR出演。
- 8月5日、関ジャニ∞の33rdシングル『前向きスクリーム!』のカップリングとして「CANDY MY LOVE」が収録され、CDデビューを果たした[9]。また、同作の期間限定キャンジャニ∞盤には、自身初の冠ラジオ番組『キャンディーアフタヌーン』を収録[30]。更に、同日には週刊誌『週刊TVガイド』でメンバー7人全員で表紙を飾り、キャンジャニ∞として雑誌初表紙を果たした[31]。
- 9月13日、上述の『関ジャニ∞リサイタル お前のハートをつかんだる!!』の千秋楽である静岡・エコパアリーナ公演にサプライズ出演[14]。関ジャニ∞の楽曲「言ったじゃないか」と「ズッコケ男道」をバンド演奏し、ライブ初ステージを果たした[14]。
- 12月13日 - 2016年1月17日、関ジャニ∞のライブツアー『関ジャニ∞の元気が出るLIVE!!』に出演し、「CANDY MY LOVE」と関ジャニ∞の楽曲「バリンタン」を披露した[15][16][17]。

### 2019年
- 7月14日 - 9月3日、関ジャニ∞のライブツアー『十五祭』内のコーナー『Lovestagram』で、約4年振りに関ジャニ∞のライブにVTR出演した[32]。

### 2022年
- 7月16日 - 24日、関ジャニ∞の野外ライブ『18祭』で、約7年振りに関ジャニ∞のライブに生出演し、「CANDY MY LOVE」を披露した[33]。
- 12月18日 - 2023年1月15日、関ジャニ∞のライブツアー『関ジャニ∞ ドームLIVE 18祭』に出演し、約7年振り、5人体制初の楽曲「ないわぁ〜フォーリンラブ」を初披露した[5][6][7][34]。同曲は坂道シリーズなどの女性アイドルグループを多く手掛ける秋元康（作詞）とTAKAHIRO（振付）とのタッグとなる[5][6][7]。
- 12月20日（19日深夜）、テレビ東京系『プレミアMelodiX!』で音楽番組に初出演[注 5]し、「ないわぁ〜フォーリンラブ」をテレビ初披露[5][6][7]。同日には出演の舞台裏に密着した映像が公開された[35]。

### 2023年
- 1月18日、女性誌『an・an』に初掲載され[36]、自身の掲載のほか、永瀬廉（King & Prince）が表紙を務めた事も影響し、品切れ状態が相次ぎ、注文が殺到したため、同月23日には同号が異例の緊急重版された[37]。
- 3月28日、女性アイドルが主に掲載される月刊誌『B.L.T.』と週刊誌『週刊TVガイド』がタッグを組んだ特別号『B.L.T. 2023年5月号増刊 キャンジャニ∞特別版』で初表紙を飾った[38][39]。
- 4月26日、前述の『an・an』で関ジャニ∞と誌面で初共演し、『an・an』創刊53年の歴史の中で初となる見開きワイド表紙を飾った[40][41]。
- 5月4日、ファッションイベント『Rakuten GirlsAward 2022 SPRING/SUMMER』にシークレットアーティストとしてサプライズ出演し、「ないわぁ〜フォーリンラブ」を披露した[42][43]。
- 5月10日、関ジャニ∞の48thシングル『未完成』に前述の「ないわぁ〜フォーリンラブ」が収録された[44][45][46]。また、同作の初回限定「キャンジャニ∞」盤には、おニャン子クラブの楽曲「じゃあね」のキャンジャニ∞としてのカバーや[47]、約8年振りのキャンジャニ∞の冠ラジオ番組『キャンディーアフタヌーン』が収録された[44][45][46]。
- 5月28日、前述の『未完成』の購入者を対象に、自身初のオンラインミート&グリートが開催された[48][49][50]。
- 7月25日、コーセーのスキンケアブランド『米肌』のキャンペーンキャラクターに就任およびウェブCMに出演し、約8年振りにCM出演を果たした[51][52]。また、新曲「∞月のメモリー」がCMソングとして起用された[51][52]。
- 8月8日、自身初となるボイス付きLINEスタンプ『キャンジャニ∞のかわちぃスタンプ』が配信された[53][54]。
- 8月9日、関ジャニ∞の49thシングル『オオカミと彗星』に前述の「∞月のメモリー」が収録された[51][52]。また、同作の初回限定「夏」盤の特典映像には、『関ジャニ∞ ドームLIVE 18祭』以降のキャンジャニ∞の活動に密着した映像が収録された[55]。
- 10月3日、漫画雑誌『りぼん』にて、キャンジャニ∞が漫画化された作品『キャンジャニ∞ 〜わたしたち、最高で最強のヒロイン♡〜』が星屋ハイコによる作画で、2023年11月号から2024年3月号まで連載された[18][19][20][56][57]。

### 2024年
- 4月1日、関ジャニ∞がグループ名を「SUPER EIGHT」に変更した[1]ことに伴い、グループ名を「キャンジャニ∞」から「CANDY EIGHT」（キャンディーエイト）に変更した[4]。
- 4月24日、前述の「キャンジャニ∞」名義で連載されていた漫画作品の単行本『CANDY EIGHT 〜わたしたち、最高で最強のヒロイン♡〜』が発売された[58][注 6]。

## ディスコグラフィ

### 参加作品
| 体制 | 発売日        | 楽曲                     | 収録作品          | 備考     |
| ---- | ------------- | ------------------------ | ----------------- | -------- |
| 7人  | 2015年8月5日  | CANDY MY LOVE            | 前向きスクリーム! |          |
| 5人  | 2023年5月10日 | ないわぁ〜フォーリンラブ | 未完成            |          |
| 5人  | 2023年5月10日 | じゃあね                 | 未完成            | [ 注 7 ] |
| 5人  | 2023年8月9日  | ∞月のメモリー            | オオカミと彗星    |          |

### オリジナル曲
CANDY MY LOVE
作詞・作曲：山崎隆明
編曲：大西省吾
- キャンジャニ∞のデビュー曲。
- 関ジャニ∞の33rdシングル『前向きスクリーム!』のカップリングとして収録。
- King Japan『キャンディークラッシュ ソーダ』CMソング。

ないわぁ〜フォーリンラブ
作詞：秋元康
作曲：task!、Shoichiro Toko
編曲：大西省吾
振付：TAKAHIRO
- 関ジャニ∞の48thシングル『未完成』のカップリングとして収録。
- 坂道シリーズなどの女性アイドルグループを多く手掛ける秋元康からの楽曲提供。
- 同じく坂道シリーズなどの振付を担当し、関ジャニ∞の冠番組であるテレビ朝日系『関ジャム 完全燃SHOW』で共演経験のあるTAKAHIROが振付を担当。
- 2022年12月20日（19日深夜）放送のテレビ東京系『プレミアMelodiX!』でテレビ初披露。

∞月のメモリー
作詞：中山英司、Peach
作曲：こさかりょうこ、Peach
編曲：梅原新、Peach
- 関ジャニ∞の49thシングル『オオカミと彗星』のカップリングとして収録。
- コーセー『米肌』CMソング。

## 出演
※特記が無い限り出演当時の体制全員での出演。

### CM
- King Japan『キャンディークラッシュ ソーダ』（2015年5月 - 8月）
  - 「自己紹介」篇（2015年5月）[2]
  - 「ひとりずつ」篇（2015年5月）[2]
  - 「アンケート」篇（2015年5月・6月）[61]
  - 「結論から」篇（2015年5月・6月）[61]
  - 「何でしょう」篇（2015年5月・6月）[61]
  - 「楽曲」篇（2015年6月・7月）[8]
  - 「CANDY MY LOVE」篇（2015年7月・8月）[28]
- コーセー『米肌』（2023年7月 - 10月）[51][52][注 8]

### ラジオCD
- キャンディーアフタヌーン（2015年8月5日発売）[注 9]
- キャンジャニ∞の「キャンディーアフタヌーン」（2023年5月10日発売）[注 10]

### テレビ番組
- ミュージックステーション（2015年8月7日、テレビ朝日） - すば子のみ
- プレミアMelodiX!（2022年12月20日、テレビ東京） - 「ないわぁ〜フォーリンラブ」を披露[5][6][7]

### イベント
- Rakuten GirlsAward 2022 SPRING/SUMMER（2023年5月4日、国立代々木競技場第一体育館） - 「ないわぁ〜フォーリンラブ」を披露[42][43]

### その他
- ミュージックステーション ウルトラSUPERLIVE（2019年12月27日、テレビ朝日）[注 11]
- 関ジャニ∞の あとはご自由に（2022年7月5日・12日、フジテレビ）[注 12]

### 企業キャラクター
- 『米肌』キャンペーンキャラクター（2023年7月 - 10月、コーセー）[51][52]

## ライブ
※全て関ジャニ∞（後のSUPER EIGHT）のライブ。
- 関ジャニ∞リサイタル お前のハートをつかんだる!!（2015年7月18日 - 9月13日） - VTR出演。
  - 千秋楽公演（2015年9月13日）のみ、会場にサプライズ出演し、関ジャニ∞の「言ったじゃないか」と「ズッコケ男道」をバンドで披露[14]。
- 関ジャニ∞の元気が出るLIVE!!（2015年12月13日 - 2016年1月17日） - 「CANDY MY LOVE」と関ジャニ∞の楽曲「バリンタン」を披露。
- 十五祭（2019年7月14日 - 9月3日） - VTR出演。
- 18祭（2022年7月16日 - 24日） - 「CANDY MY LOVE」を披露。
- 関ジャニ∞ ドームLIVE 18祭（2022年12月17日 - 2023年1月15日） - 「ないわぁ〜フォーリンラブ」を披露。

## 書籍

### 表紙
- 週刊TVガイド（2015年8月14日号、東京ニュース通信社）[31]
- B.L.T.（2023年5月号増刊、東京ニュース通信社）[38]
- an・an（No.2346、マガジンハウス）[40]

### 漫画連載
- りぼん『キャンジャニ∞ 〜わたしたち、最高で最強のヒロイン♡〜』（2023年11月号 - 2024年3月号、作画：星屋ハイコ、集英社）[18][19][20][56][57]

### 単行本
- CANDY EIGHT 〜わたしたち、最高で最強のヒロイン♡〜（2024年4月24日発売、作画：星屋ハイコ、協力：STARTO ENTERTAINMENT、集英社〈りぼんマスコットコミックス〉、ISBN 978-4-08-867754-5）[58][注 6]